# Emmanuel Lauret
Pour les articles homonymes, voir Lauret.
Emmanuel-Joseph Lauret dit Lauret aîné, né à Pignans le 31 mai 1809 et mort à Toulon le 10 juin 1882 est un peintre français.

## Biographie
Emmanuel-Joseph Lauret est d'abord l'élève de Louis-Mathurin Clérian à l'école des beaux-arts d'Aix-en-Provence ; il se rend ensuite à Toulon où il se spécialise dans le portrait. Fuyant la ville de Toulon où sévit le choléra, il séjourne à Pignans où il peint en 1835 la Conversion de saint Paul pour l'église de cette commune. Il voyage ensuite en Bretagne puis expose pour la première fois au salon à Paris en 1841. Après un séjour à Marseille de 1841 à 1843 et un autre à Toulon de 1843 à 1849, il se rend à Alger où son frère cadet François Lauret le rejoint en 1851. Il exécute des portraits et des sujets d'inspiration orientaliste. Il se rend ensuite en Espagne où il réalise quelques portraits dont ceux du Général Prim et du Toréador Cucharrat. Il revient ensuite en France où il meurt à Toulon le 10 juin 1882. 

## Œuvres
- Portrait du capitaine de vaisseau Richier, Musée Granet d'Aix-en-Provence
- Portrait d'Hippolyte de Rosnivinen, marquis de Pire, général-comte de l'empire, Musée des beaux-arts de Rennes[1]
- Portrait d'Isidore de Penfentenio de Cheffontaines, Musée des beaux-arts de Rennes[2].
- Praetorium lambessa, Victoria and Albert Museum, Londres
- Roman bridge, Constantine, Victoria and Albert Museum, Londres.
- Lieutenant de louveterie, en tenue d'apparat, 1845, Musée international de la chasse, Gien.